# Station Étaples-Le Touquet
Station Étaples - Le Touquet is een spoorwegstation in de Franse gemeente Étaples.